# The PIONEERS of SENSATION
『the PIONEERS of SENSATION』（ザ パイオニアズ オブ センセーション）は、2012年6月6日に発売されたNEW BREEDの2作目のアルバムである。

## 収録曲
1. THE BEGINNING OF AN EVOLUTION　<1:22>
2. SLIP, DROWN, FADE　<3:44>
3. ADDICTION　<4:35>
シングル『A LITTLE BIT OF BITTERNESS』に収録。
4. TRAPPED　<4:04>
5. DISGUISED IN WHITE　<3:55>
6. CLOSE TO ENDING　<2:20>
7. A LITTLE BIT OF BITTERNESS　<3:42>
シングル『A LITTLE BIT OF BITTERNESS』に収録。
8. I PROMISE YOU A WORLD WHERE YOU COULD BE QUEEN　<3:33>
9. DRAWING LINES FOR FRIENDSHIP　<4:26>
10. THE PIONEERS OF SENSATION　<1:44>

| スタブアイコン | サブスタブ | この項目は、まだ閲覧者の調べものの参照としては役立たない、アルバムに関連した書きかけの項目です。この項目を加筆・訂正などしてくださる協力者を求めています（P:音楽/PJ:アルバム）。 |